# ドリル仲前
ドリル 仲前（ドリル なかまえ、1965年12月10日 - ）は、日本の元女子プロレスラー。岡山県出身。本名・仲前 芽久美（なかまえ めぐみ）。

## 経歴
昭和60年組として全日本女子プロレスに入門。同年5月16日大宮スケートセンターにて先輩永友香奈子相手にデビュー戦。同期の中では最初にプロテストに合格し、プロデビューした。
新人時代は同期の北斗晶とライバルで、12月12日開催の85年新人王トーナメント準決勝で時間切れの引き分けとなり、惜しくも判定負けしてしまう。その年デビューした新人の中では、抜きに出て当時は強かった。
才能が買われダンプ松本率いる「極悪同盟」の一員として、デビュー1年目から活動。デビュー2年目に背中に大きな怪我をし、好調なデビュー1年目から比べ苦戦してしまう。デビュー3年目に全日本タッグ王座を同じ極悪同盟の岩本久美子（後のグリズリー岩本）とともに獲得。
1988年1月7日、ヒールマスク集団ザ・ダイナマイトを結成。マスクウーマンダイナマイト・クィーンに変身。
1989年引退、引退試合、セレモニーなどは行われなかった。
現在は地元のゴルフ場でキャディーをしている。上京の際には師匠のダンプの自宅へ毎回宿泊するそうで、現在でも大変可愛がられていてダンプのブログにも度々登場している。
2024年12月から2025年1月、ブル中野のYOUTUBEチャンネルに出演しブル中野との対談動画が8本が配信された。

## 得意技
- エアプレーン・ホイップ
- ドロップキック

## タイトル歴
- 全日本タッグ王座（パートナーは岩本久美子）